# Tamarisk-familien
Tamarisk-familien (Tamaricaceae) er udbredt i Europa, Asien og Afrika med hovedvægten fra Nordafrika til Centralasien. Det er buske eller træer, ofte tilpasset tørre forhold. De enlige blomster bæres i klaser. Her nævnes kun de slægter, som er repræsenteret ved arter, der dyrkes i Danmark.
| Slægter |

- Piskeris-slægten (Myricaria )
- Tamarisk (Tamarix)